# Сепарація авторадіометрична
Сепарація авторадіометрична — радіометрична сепарація, яка основана на використанні випромінювання природно-радіоактивних хімічних елементів.
З трьох видів випромінювання (альфа-, бета- і гамма-випромінювання) використовується, головним чином, проникаюче гамма-випромінювання, у залежності від інтенсивності якого руда розділяється на окремі продукти.
Авторадіометрична сепарація широко використовується для збагачення уранових руд, а також для руд, де корисний компонент знаходиться в мінералах, в яких супутньо присутній радіоактивний хімічний елемент.
Авторадіометричні сепаратори призначені для збагачення радіоактивних руд з використанням їхньої природної радіоактивності.